# Licol

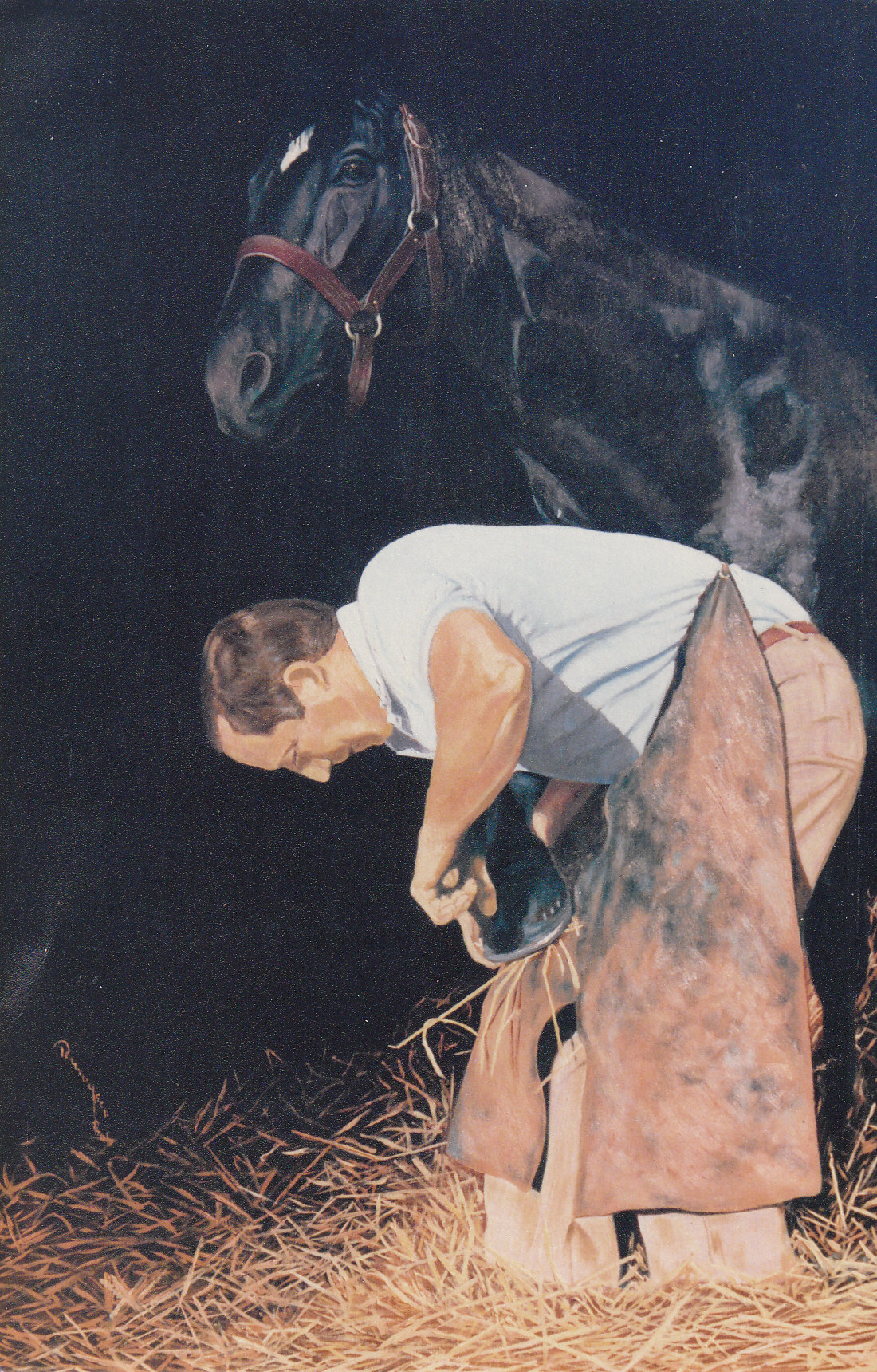
Cheval équipé d'un licol durant le travail du maréchal-ferrant, huile sur toile de l'artiste peintre Bob Demuyser (1920-2003).

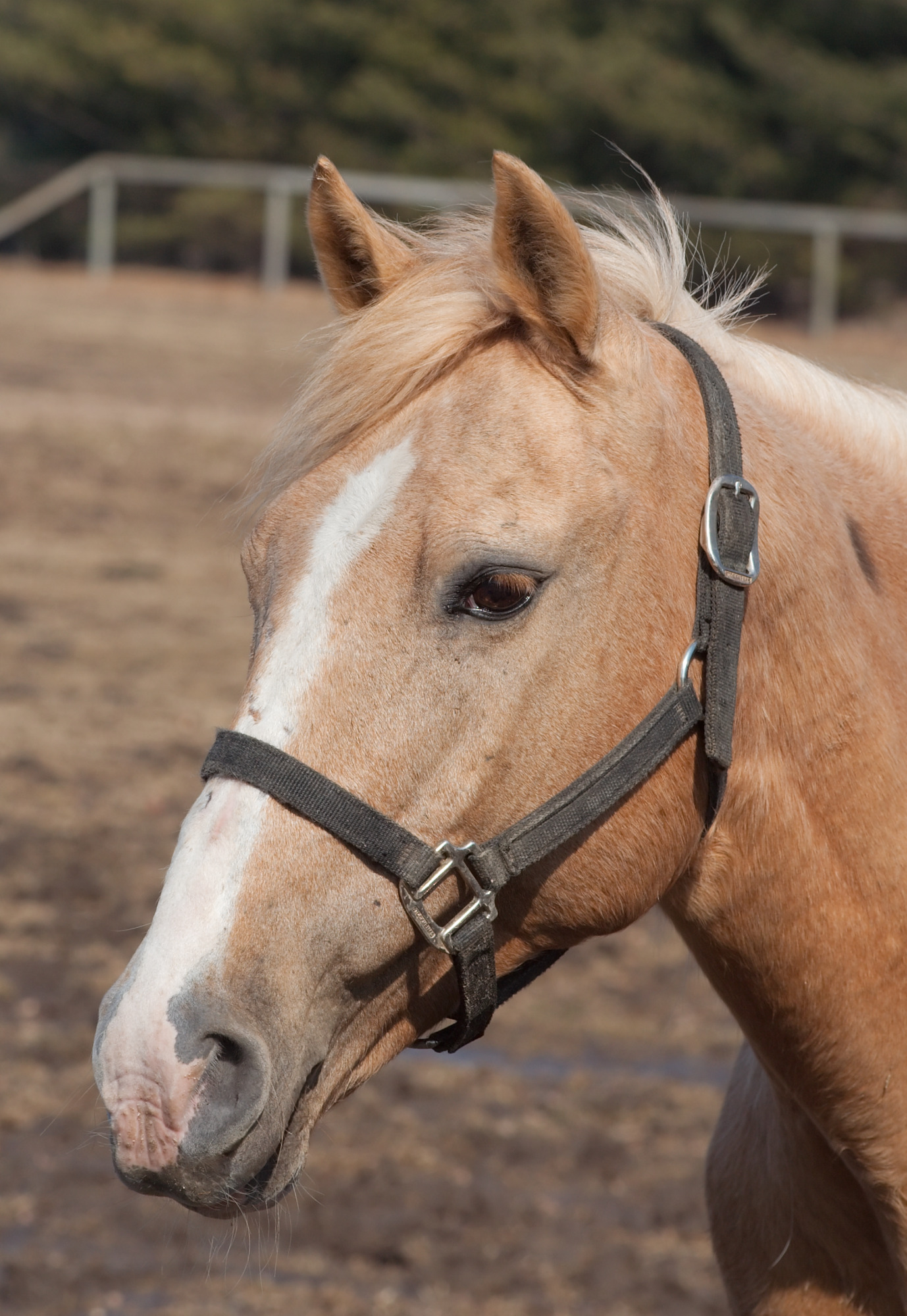
Cheval équipé d'un licol classique, en matière synthétique.

Le licol, ou licou, est une pièce de harnachement pour les animaux domestiques. Il se place sur la tête de l'animal et permet ensuite d'avoir une prise pour tenir l'animal, et ainsi la conduire ou encore l'attacher. Les licols sont généralement fabriqués en matières synthétiques ou en cuir, dans ce dernier cas, ils demandent un entretien régulier pour ne pas se dessécher et risquer de se craquer. Il est aussi possible de fabriquer un licol (notamment à nœuds) à partir d'une corde, une technique fréquemment employée par les vachers, cow-boys et bergers.

## Étymologie et Histoire
Le mot est attesté en 1333 sous la forme « liecol », composée de lie (lier) et col (cou). Le terme anglais équivalent, halter, est issu d'un mot germanique signifiant « ce par quoi quelque chose est tenu ».
Les licols sont connus depuis les premiers temps des domestications animales, mais leur histoire n'a pas été aussi bien étudiée que celle des brides ou du hackamore.

## Utilisation

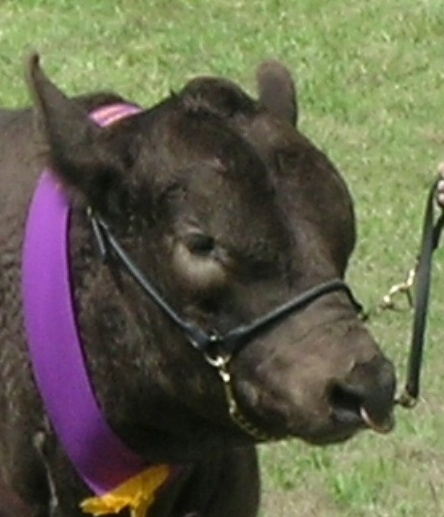
Vache équipée d'un licol pour un show de présentation.

Un licol est employé pour capturer, diriger et attacher un animal. Bien qu'il soit surtout connu pour son utilisation chez les chevaux, il est employé pour tout type d'animal de grande taille, comme les bovins, les chèvres, les moutons, les chameaux, ou encore les grands chiens. Chez les bovins, le licol est le plus souvent employé en concours, il a l'avantage d'être plus confortable pour ces animaux que la mouchette ou que l'anneau nasal.

## Éducation
L'utilisation du licol, chez le cheval comme chez les autres animaux, demande une petite éducation afin que l'animal prenne l'habitude de répondre à la tension exercée par la têtière derrière ses oreilles et suive le mouvement imposé par la personne qui le tient en main, sans entrer dans une relation de conflit. De même, il peut devenir difficile d'attraper un cheval au pré si celui-ci associe la vue du licol à sa mise au travail. Une solution est de diminuer l'association licol/travail, par exemple en lui donnant une friandise s'il se laisse attraper.

## Description

### Licol en cuir ou en nylon

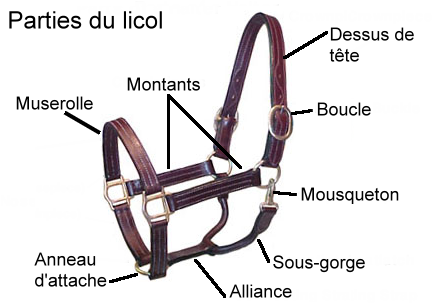
Différentes parties d'un licol en cuir.

Le licol se compose généralement de cinq parties : la têtière (passant derrière la tête, les oreilles et/ou cornes pour maintenir l'ensemble), les montants (sur les côtés), la muserolle (passant au-dessus du museau comme son nom l'indique), la sous-gorge et l'alliance. En effet, en plus du licol, en général une corde ou une longe est utilisée pour diriger ou attacher l'animal. Celle-ci est attachée le plus souvent à l'alliance, située sous la mâchoire, plus rarement à la joue, et rarement au-dessus du nez.

### Licol de corde et licol éthologique

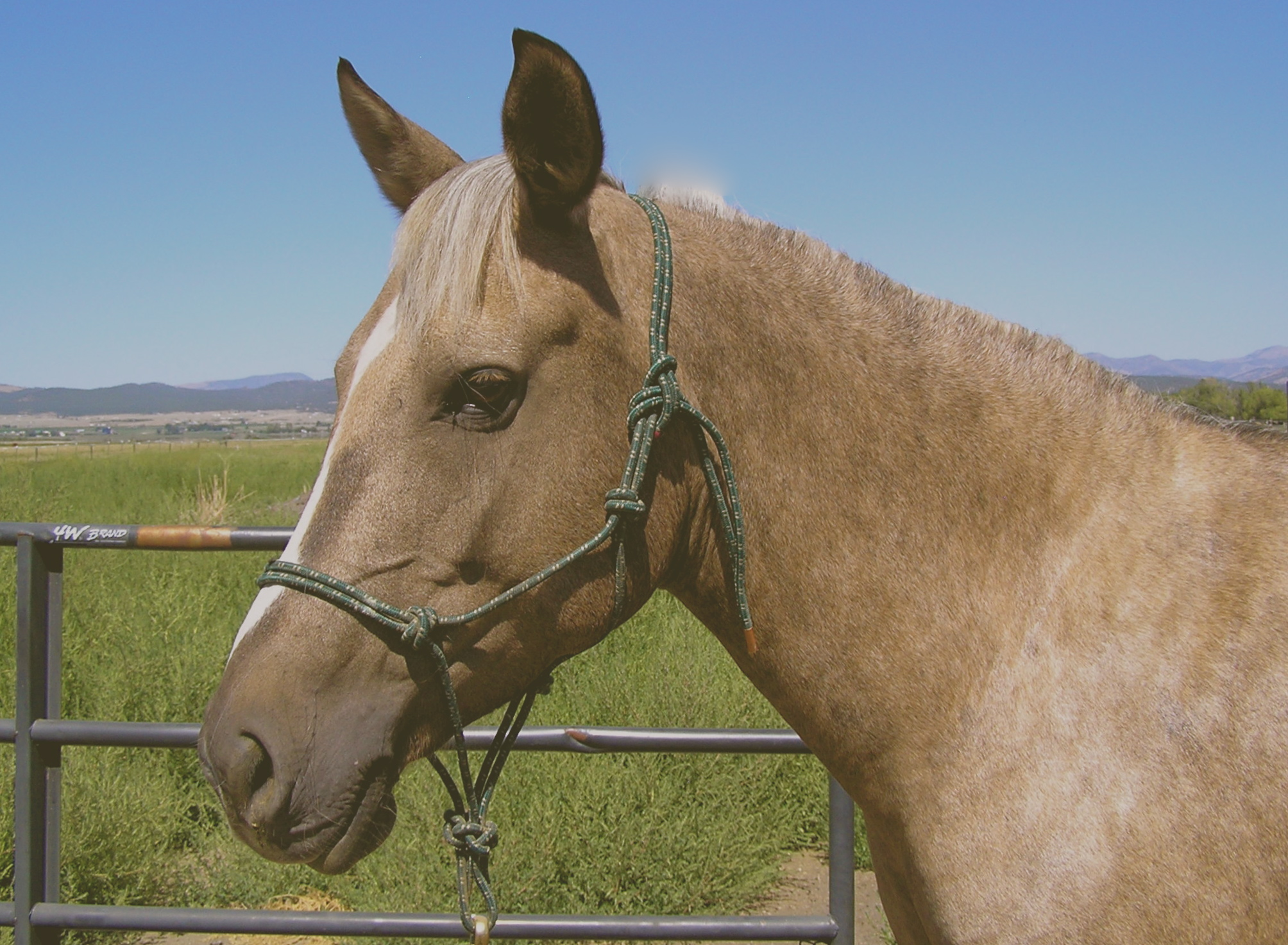
Licol de corde mis en place.

Le licol en corde reprend les mêmes principes de base que les autres modèles, mais en général les croisements sont réalisés avec des nœuds au lieu d'anneaux. La plupart n'ont aucune partie métallique autre que, dans certains cas, un anneau de métal sous la mâchoire pour relier la corde servant à attacher, ou, occasionnellement, un crochet de fixation en retrait auquel la têtière peut être attachée. Cependant, dans de nombreux cas, une boucle est formée sur le côté gauche de la têtière, le côté droit est simplement placé sur la tête du cheval, à travers la boucle, et attaché avec un nœud d'écoute.
Le licol éthologique est une version récente, utilisée en équitation éthologique.

## Choix, ajustement et entretien
Le choix d'un licol s'effectue en fonction de la taille et de la forme de la tête du cheval. Mais certains chevaux, dont la peau est plus sensible peuvent ne pas supporter les matières synthétiques (blessures dues aux frottements, réactions de grattage, etc ...), auquel cas il faudra choisir un licol en cuir, plus onéreux, mais plus durable. Il peut aussi s'agir de renforcer le licol aux niveaux des points de contact les plus sensibles (chanfrein et nuque) avec des rajouts en mouton naturel ou synthétique. Une autre solution possible, pour les chevaux sensibles, est de choisir un licol aux pièces plus larges : en effet, comme pour la plupart des équipements en équitation, une largeur plus grande élargit la surface de pression et devient donc plus douce et confortable pour le cheval (de la même manière, un licol en corde est bien plus dur qu'un licol plat). Ainsi, de nombreux modèles de licols, souvent qualifiés de "doux", présentent ce genre d'élargissement sur le haut de la muserolle et la têtière. Le licol à utiliser reste un choix personnel à adapter à chaque cheval.
Un licol bien ajusté ne serre pas les joues, et tombe juste en dessous de la pointe des ganaches (os qui forme une barre plus ou moins droite en dessous de l'œil), sans les serrer non plus. On doit pouvoir passer trois doigts entre le licol et la peau du cheval, que ce soit au niveau de la gorge comme de l'auge (partie sous la tête formant une "gouttière" entre le menton et les joues).
Pour entretenir un licol en matière synthétique, il suffit de le brosser avec de l'eau savonneuse, ou de le passer en machine à laver, selon les instructions inscrites sur les étiquettes. Quant à l'entretien d'un licol en cuir, il faut tout d'abord le nettoyer à l'aide d'un tissu propre et d'un peu d'eau savonneuse, le laisser sécher et éventuellement y passer de la graisse, ou de l'huile pour cuirs.

## Sécurité

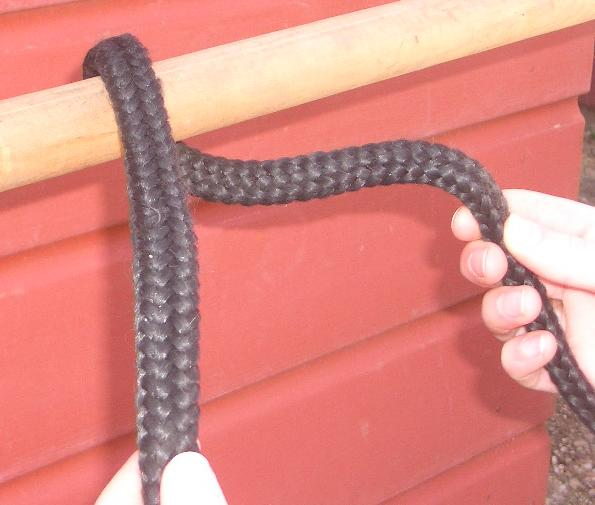
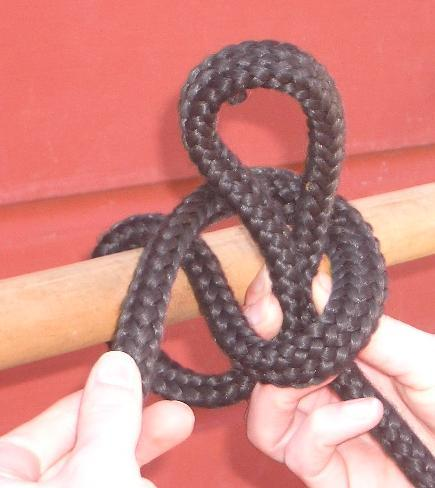
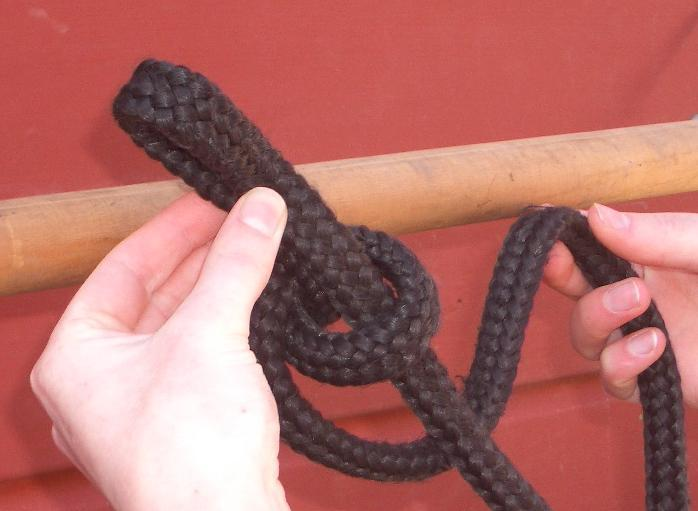
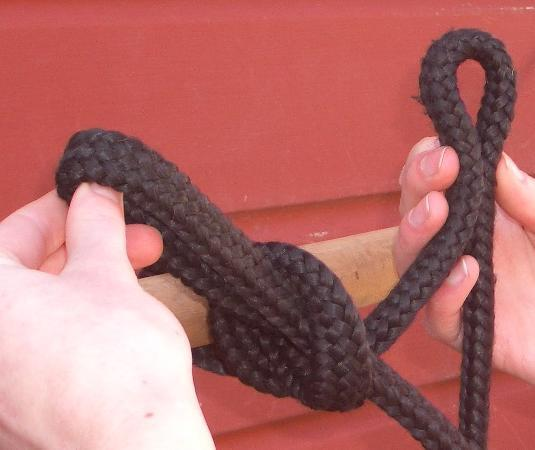
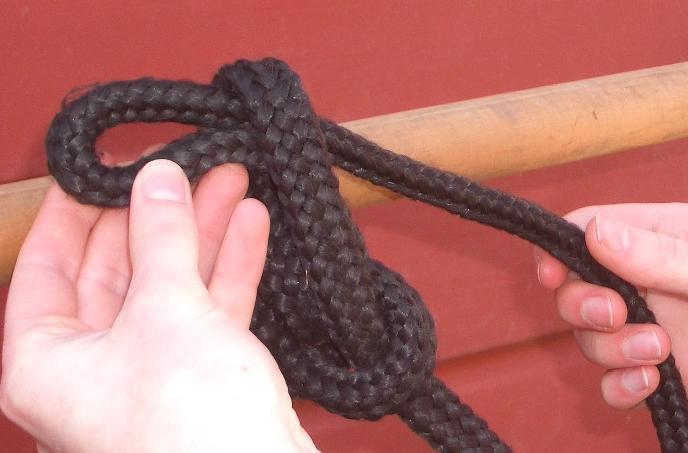

Certains cavaliers et propriétaires laissent le licol en place sur la tête de leur animal lorsqu'il est lâché en liberté au pré, arguant que l'avantage est de permettre de l'attraper plus vite, ou encore qu'ils ont oublié de l'ôter. Cela présente de nombreux inconvénients. L'animal peut coincer son licol dans un objet, un arbre ou une clôture, et se blesser voire se tuer de cette façon. 
Il existe de nombreuses anecdotes illustrant ce danger : un cheval est mort d'épuisement après avoir coincé son licol dans une branche d'arbre et s'être débattu. Une pouliche a dû être euthanasiée après s'être gratté la tête du pied postérieur : son pied a accroché le licol et elle s'est arraché un œil en tentant de se dégager. Enfin, les voleurs sont plus attirés par les animaux portant des licols, qu'ils peuvent attraper plus facilement.
Les experts conseillent d'ôter les licols des animaux relâchés, et dans le cas contraire de leur rendre des visites très régulières pour prévenir des problèmes potentiels, en particulier chez les animaux peu attentifs. Pour éviter le problème du cheval qui refuse de se laisser attraper, il est possible de l'éduquer et de lui apprendre à suivre l'homme avec une ceinture ou une corde autour de l'encolure.
Une longueur de longe adaptée est également importante pour la sécurité de l'animal puisqu'il peut se blesser si l'un de ses membres passe par-dessus la longe, ou essayer de se libérer en tirant fortement s'il se sent prisonnier.
Enfin, un nœud particulier est utilisé pour attacher les chevaux, permettant de le défaire quasi-instantanément. Cela est particulièrement utile pour certains chevaux qui ont tendance à tirer au renard[Quoi ?], ce qui risque de leur briser la nuque.